# Tito Jackson
Toriano Adaryll „Tito“ Jackson (15. října 1953 Gary – 15. září 2024) byl americký zpěvák, textař a kytarista, původní člen hudebních skupin The Jackson 5 a The Jacksons, které koncem šedesátých let a v sedmdesátých letech prorazily pod nahrávací společností Motown. V době pozdější sólové kariéry nahrával pod hudebním vydavatelstvím Epic. Byl třetím dítětem rodiny Jacksonových.